# Місто Марії
Місто Марії — сингл українського рок-гурту Океан Ельзи, оприлюднений у 2022 році і присвячений подвигу захисників Маріуполя. Композицію музиканти на чолі зі Святославом Вакарчуком записали на 21 квітня, а презентували наступного дня.

## Історія написання
30 квітня 2022 року Вакарчук розповів, що вперше написав пісню на прохання: 
|  | Друг Калина подзвонив мені й попросив написати пісню про Маріуполь. Мене вразило це прохання. Люди знаходяться в надскладних умовах. В оточенні. Їм не вистачає БК, їжі, води, медикаментів, а він попросив... написати пісню. Я думав над цим і мені стало зрозумілим його прохання: саме боєць з великим серцем і світлою душею - це і є Воїн. Він просив «БК для серця», тому що Воїн без світла в душі, без світла в серці не воює. |

## Композиція
1. Місто Марії (4:16)

## Учасники запису

### Океан Ельзи
1. Святослав Вакарчук — вокал, клавішні
2. Денис Глінін — барабани
3. Денис Дудко — бас-гітара
4. Милош Єлич — перкусія
5. В'ячеслав Крученицький — гітара
6. Григорій Чайка — гітара

### Інші учасники
1. Олександр Костін — запис, зведення
2. Богдан Гдаль — візуальне оформлення кліпу